# Dicopus enocki
Dicopus enocki is een vliesvleugelig insect uit de familie Mymaridae. De wetenschappelijke naam is voor het eerst geldig gepubliceerd in 1974 door Doutt.